# Comuna Purani, Teleorman
Purani (în trecut, Puranii de Sus), este o comună în județul Teleorman, Muntenia, România, formată din satele Puranii de Sus (reședința) și Purani.

## Demografie
Componența etnică a comunei Purani
     Români (95,04%)
     Alte etnii (4,96%)
Componența confesională a comunei Purani
     Ortodocși (94,9%)
     Alte religii (5,1%)
Conform recensământului efectuat în 2021, populația comunei Purani se ridică la 1.372 de locuitori, în scădere față de recensământul anterior din 2011, când fuseseră înregistrați 1.524 de locuitori. Majoritatea locuitorilor sunt români (95,04%). Din punct de vedere confesional, majoritatea locuitorilor sunt ortodocși (94,9%).

## Istorie
La sfârșitul secolului al XIX-lea, comuna purta numele de Puranii de Sus, ca și reședința actuală a comunei, făcea parte din plasa Glavaciocul a județului Vlașca, era alcătuită din satele Butești și Puranii de Sus și avea o populație de 1757 de locuitori. În comună funcționa două biserici și o școală mixtă frecventată de 14 elevi.
Anuarul Socec din 1925 consemnează comuna cu denumirea simplă de Purani, făcând parte din aceiași plasă, și având o populație de 3836 de locuitori. Tot atunci, comunei i-au fost alipite satele Cotorani și Baciul de Sus, care anterior făceau parte din comuna Blejești. În anul 1931, satul Baciu de Sus primește denumirea simplă de Baciu, iar comuna este împărțiță în satele Baciu, Purani, Cotorani și Butești. iar cinci ani mai târziu, satul Baciu s-a desprins de comună, formându-se comuna Baciu, cu cătunele Baciu și Baciu-Poșta.
În anul 1950, comuna a trecut în administrația raionului Videle al regiunii Teleorman, raion care, doi ani mai târziu, a fost inclus în regiunea București, iar satul Butești a fost transferat comunei Siliștea.
În anul 1968, comuna a trecut la județul Teleorman, dar a fost desființată imediat, iar satele ei au fost incluse în comuna Siliștea. Comuna Purani s-a înființat în anul 2004, prin desprinderea satelor Purani și Puranii de Sus de comuna Siliștea, iar reședința comunei a fost fixată în satul Puranii de Sus.

## Politică și administrație
Comuna Purani este administrată de un primar și un consiliu local compus din 9 consilieri. Primarul, Petrică Necula[*], de la Partidul Național Liberal, este în funcție din octombrie 2020. Începând cu alegerile locale din 2024, consiliul local are următoarea componență pe partide politice:
|  | Partid                    | Consilieri | Componența Consiliului | Componența Consiliului | Componența Consiliului | Componența Consiliului | Componența Consiliului | Componența Consiliului | Componența Consiliului | Componența Consiliului |
|  | ------------------------- | ---------- | ---------------------- | ---------------------- | ---------------------- | ---------------------- | ---------------------- | ---------------------- | ---------------------- | ---------------------- |
|  | Partidul Național Liberal | 8          |                        |                        |                        |                        |                        |                        |                        |                        |
|  | Partidul Social Democrat  | 1          |                        |                        |                        |                        |                        |                        |                        |                        |